# Liste der Naturdenkmale im Amt Treptower Tollensewinkel
Die Liste der Naturdenkmale in Amt Treptower Tollensewinkel nennt die Naturdenkmale im Amt Treptower Tollensewinkel im Landkreis Mecklenburgische Seenplatte in Mecklenburg-Vorpommern.

## Altenhagen
| Bild | Nr.        | Bezeichnung | Standort                          | Beschreibung | Schutzzweck | Verordnung |
| ---- | ---------- | ----------- | --------------------------------- | ------------ | ----------- | ---------- |
| BW   | 2244/413-0 | Winterlinde | (53° 45′ 25,2″ N, 13° 6′ 21,6″ O) | [ 1 ]        |             |            |

## Stadt Altentreptow

### Geologische Naturdenkmale
| Bild                          | Nr.                            | Bezeichnung               | Standort                          | Beschreibung | Schutzzweck | Verordnung |
| ----------------------------- | ------------------------------ | ------------------------- | --------------------------------- | --- | ----------- | ---------- |
| mehr Fotos \| Fotos hochladen | 2245/501-0 / Geotop-Nr. G2_025 | Großer Stein Altentreptow | (53° 41′ 55,7″ N, 13° 15′ 7,2″ O) | Nach dem Markgrafenstein in Brandenburg der größte Findling auf dem deutschen Festland. Der zweitgrößte Findling Mecklenburgs kann im Stadtgebiet von Altentreptow besichtigt werden. Es ist der " Große Stein" oder "Bismarkstein". Der Block hat ein Volumen von 133 m³ und einen Umfang von 23 Meter. Die größte Länge beträgt über 8 m, die Breite 6 m und er ragt 2,60 m über die Erdoberfläche. |             |            |
| mehr Fotos \| Fotos hochladen | 2245/502-0                     | Schusterstein Rosemarsow  | (53° 44′ 3,5″ N, 13° 15′ 24,5″ O) | Der große, hochrückige, dunkelgraue Findling liegt halb im Bachbett und ist stark mit Ablagerungen besetzt. Ca. 1,5 m des Blockes stecken noch im Boden. Das Volumen wird mit 45 Qubikmeter berechnet. |             |            |

### Dendrologische Naturdenkmale
| Bild | Nr.        | Bezeichnung        | Standort                           | Beschreibung | Schutzzweck | Verordnung |
| ---- | ---------- | ------------------ | ---------------------------------- | ------------ | ----------- | ---------- |
| BW   | 2345/426-0 | Birnbaum           | (53° 41′ 24,7″ N, 13° 11′ 28,7″ O) | [ 4 ]        |             |            |
| BW   | 2345/428-0 | Stieleiche         | (53° 40′ 43,3″ N, 13° 10′ 16,7″ O) | [ 5 ]        |             |            |
| BW   | 2345/406-0 | Linde              | (53° 41′ 1,7″ N, 13° 12′ 13,3″ O)  | [ 6 ]        |             |            |
| BW   | 2245/409-0 | Stieleiche         | (53° 42′ 26,6″ N, 13° 13′ 15,6″ O) | [ 7 ]        |             |            |
| BW   | 2245/408-0 | Linde und 2 Eschen | (53° 43′ 31,4″ N, 13° 13′ 22,8″ O) | [ 8 ]        |             |            |
| BW   | 2345/410-0 | Kastanie           | (53° 41′ 51,4″ N, 13° 14′ 23,3″ O) | [ 9 ]        |             |            |
| BW   | 2345/403-0 | Linde              | (53° 40′ 35,4″ N, 13° 14′ 34,1″ O) | [ 10 ]       |             |            |
| BW   | 2345/407-0 | Linde              | (53° 40′ 32,2″ N, 13° 14′ 29″ O)   | [ 11 ]       |             |            |
| BW   | 2345/402-0 | Linde              | (53° 40′ 32,2″ N, 13° 14′ 32,3″ O) | [ 12 ]       |             |            |
| BW   | 2345/412-0 | Stieleiche         | (53° 41′ 48,8″ N, 13° 15′ 13″ O)   | [ 13 ]       |             |            |
| BW   | 2345/411-0 | Kastanie           | (53° 17′ 47,4″ N, 13° 15′ 22,3″ O) | [ 14 ]       |             |            |

## Bartow

### Geologische Naturdenkmale
| Bild | Nr.        | Bezeichnung          | Standort                          | Beschreibung | Schutzzweck | Verordnung |
| ---- | ---------- | -------------------- | --------------------------------- | --- | ----------- | ---------- |
| BW   | 2146/0FB-0 | Findling Krusenkrien | (53° 45′ 25,2″ N, 13° 6′ 21,6″ O) | Der Findling ist stark bemost und hat die Form eines Keiles. Inhaltliche Ersterfassung: 17.03.2009, Volker Schmidt |             |            |

### Dendrologische Naturdenkmale
| Bild | Nr.        | Bezeichnung         | Standort                           | Beschreibung | Schutzzweck | Verordnung |
| ---- | ---------- | ------------------- | ---------------------------------- | ------------ | ----------- | ---------- |
| BW   | 2146/415-0 | Stieleiche          | (53° 50′ 36,2″ N, 13° 21′ 18,7″ O) | [ 16 ]       |             |            |
| BW   | 2146/413-0 | Stieleiche          | (53° 45′ 25,2″ N, 13° 6′ 21,6″ O)  | [ 17 ]       |             |            |
| BW   | 2146/412-0 | Birn- und Apfelbaum | (53° 50′ 1″ N, 13° 20′ 55,7″ O)    | [ 18 ]       |             |            |
| BW   | 2146/418-0 | Stieleiche          | (53° 50′ 1″ N, 13° 20′ 54,6″ O)    | [ 19 ]       |             |            |
| BW   | 2146/419-0 | 7 Buchen            | (53° 49′ 59,5″ N, 13° 20′ 55,7″ O) | [ 20 ]       |             |            |
| BW   | 2146/416-0 | Platane             | (53° 50′ 2″ N, 13° 20′ 55,7″ O)    | [ 21 ]       |             |            |
| BW   | 2145/420-0 | Rotbuche            | (53° 48′ 55,4″ N, 13° 18′ 42,5″ O) | [ 22 ]       |             |            |
| BW   | 2145/449-0 | Stieleiche          | (53° 48′ 54,7″ N, 13° 18′ 41,4″ O) | [ 23 ]       |             |            |
| BW   | 2145/417-0 | Stieleiche          | (53° 48′ 46,8″ N, 13° 18′ 25,6″ O) | [ 24 ]       |             |            |

## Breesen
| Bild | Nr.        | Bezeichnung                      | Standort                           | Beschreibung | Schutzzweck | Verordnung |
| ---- | ---------- | -------------------------------- | ---------------------------------- | ------------ | ----------- | ---------- |
| BW   | 2344/414-0 | 3 Stieleichen                    | (53° 36′ 26,6″ N, 13° 8′ 13,9″ O)  | [ 25 ]       |             |            |
| BW   | 2344/413-0 | 3 Stieleichen                    | (53° 36′ 34,6″ N, 13° 8′ 9,2″ O)   | [ 26 ]       |             |            |
| BW   | 2344/411-0 | Flatterulme                      | (53° 36′ 37,1″ N, 13° 8′ 15,7″ O)  | [ 27 ]       |             |            |
| BW   | 2344/410-0 | 3 Stieleichen                    | (53° 36′ 37,1″ N, 13° 8′ 18,2″ O)  | [ 28 ]       |             |            |
| BW   | 2344/412-0 | Winterlinde                      | (53° 36′ 33,8″ N, 13° 8′ 15,7″ O)  | [ 29 ]       |             |            |
| BW   | 2344/402-0 | Wildbirnbaum                     | (53° 38′ 17,2″ N, 13° 8′ 45,6″ O)  | [ 30 ]       |             |            |
| BW   | 2344/406-0 | Stieleiche                       | (53° 38′ 26,5″ N, 13° 9′ 2,2″ O)   | [ 31 ]       |             |            |
| BW   | 2344/408-0 | Stieleiche                       | (53° 38′ 26,5″ N, 13° 9′ 4,7″ O)   | [ 32 ]       |             |            |
| BW   | 2344/407-0 | Stieleiche                       | (53° 38′ 2″ N, 13° 9′ 12,2″ O)     | [ 33 ]       |             |            |
| BW   | 2344/401-0 | Stieleiche                       | (53° 37′ 54,1″ N, 13° 9′ 25,9″ O)  | [ 34 ]       |             |            |
| BW   | 2345/409-0 | Trauerbuche und zwei Stieleichen | (53° 37′ 58,4″ N, 13° 9′ 55,8″ O)  | [ 35 ]       |             |            |
| BW   | 2345/423-0 | Stieleiche                       | (53° 37′ 57,4″ N, 13° 9′ 58,3″ O)  | [ 36 ]       |             |            |
| BW   | 2345/405-0 | Stieleiche                       | (53° 38′ 16,8″ N, 13° 10′ 20,6″ O) | [ 37 ]       |             |            |
| BW   | 2345/404-0 | Stieleiche                       | (53° 38′ 16,8″ N, 13° 10′ 34,3″ O) | [ 38 ]       |             |            |

## Breest
| Bild | Nr.        | Bezeichnung | Standort                          | Beschreibung | Schutzzweck | Verordnung |
| ---- | ---------- | ----------- | --------------------------------- | ------------ | ----------- | ---------- |
| BW   | 2246/401-0 | Stieleiche  | (53° 47′ 52,1″ N, 13° 20′ 5,3″ O) | [ 39 ]       |             |            |

## Burow
| Bild | Nr.        | Bezeichnung | Standort                          | Beschreibung | Schutzzweck | Verordnung |
| ---- | ---------- | ----------- | --------------------------------- | ------------ | ----------- | ---------- |
| BW   | 2245/419-0 | Stieleiche  | (53° 46′ 30″ N, 13° 16′ 26,8″ O)  | [ 40 ]       |             |            |
| BW   | 2245/402-0 | Esche       | (53° 46′ 30″ N, 13° 16′ 29,6″ O)  | [ 41 ]       |             |            |
| BW   | 2245/416-0 | Stieleiche  | (53° 45′ 4,3″ N, 13° 17′ 32,3″ O) | [ 42 ]       |             |            |
| BW   | 2245/418-0 | Linde       | (53° 45′ 5″ N, 13° 17′ 49,9″ O)   | [ 43 ]       |             |            |
| BW   | 2245/410-0 | Stieleiche  | (53° 45′ 4,3″ N, 13° 17′ 55,3″ O) | [ 44 ]       |             |            |

## Gnevkow
Hier sind keine Naturdenkmale bekannt.

## Golchen
| Bild | Nr.        | Bezeichnung            | Standort                           | Beschreibung | Schutzzweck | Verordnung |
| ---- | ---------- | ---------------------- | ---------------------------------- | ------------ | ----------- | ---------- |
| BW   | 2145/424-0 | Wildbirne              | (53° 48′ 58,7″ N, 13° 15′ 55,8″ O) | [ 45 ]       |             |            |
| BW   | 2245/405-0 | 2 Linden               | (53° 47′ 29,8″ N, 13° 16′ 46,6″ O) | [ 46 ]       |             |            |
| BW   | 2245/406-0 | Stieleiche             | (53° 47′ 30,5″ N, 13° 16′ 40,8″ O) | [ 47 ]       |             |            |
| BW   | 2245/417-0 | 2 Weisstannen          | (53° 47′ 22,2″ N, 13° 15′ 36,4″ O) | [ 48 ]       |             |            |
| BW   | 2245/412-0 | Winterlinde            | (53° 46′ 33,6″ N, 13° 14′ 2″ O)    | [ 49 ]       |             |            |
| BW   | 2245/403-0 | zwei Riesenlebensbäume | (53° 45′ 43,2″ N, 13° 14′ 36,2″ O) | [ 50 ]       |             |            |

## Grapzow
Hier sind keine Naturdenkmale bekannt.

## Grischow
Hier sind keine Naturdenkmale bekannt.

## Groß Teetzleben
| Bild | Nr.        | Bezeichnung | Standort                           | Beschreibung | Schutzzweck | Verordnung |
| ---- | ---------- | ----------- | ---------------------------------- | ------------ | ----------- | ---------- |
| BW   | 2345/401-0 | Stieleiche  | (53° 38′ 43,8″ N, 13° 13′ 40,1″ O) | [ 51 ]       |             |            |

## Gültz
| Bild | Nr.        | Bezeichnung    | Standort                           | Beschreibung | Schutzzweck | Verordnung |
| ---- | ---------- | -------------- | ---------------------------------- | ------------ | ----------- | ---------- |
| BW   | 2245/415-0 | Stieleiche     | (53° 45′ 6,5″ N, 13° 11′ 7,8″ O)   | [ 52 ]       |             |            |
| BW   | 2245/401-0 | Linde          | (53° 45′ 6,5″ N, 13° 11′ 10,3″ O)  | [ 53 ]       |             |            |
| BW   | 2245/404-0 | Platane        | (53° 45′ 1,4″ N, 13° 11′ 10,3″ O)  | [ 54 ]       |             |            |
| BW   | 2245/411-0 | Stieleiche     | (53° 45′ 24,8″ N, 13° 12′ 43,9″ O) | [ 55 ]       |             |            |
| BW   | 2245/450-0 | Kastanienallee | (53° 45′ 33,5″ N, 13° 12′ 56,2″ O) | [ 56 ]       |             |            |
| BW   | 2245/420-0 | Platane        | (53° 45′ 34,2″ N, 13° 13′ 5,9″ O)  | [ 57 ]       |             |            |

## Kriesow
| Bild | Nr.        | Bezeichnung  | Standort                          | Beschreibung | Schutzzweck | Verordnung |
| ---- | ---------- | ------------ | --------------------------------- | ------------ | ----------- | ---------- |
| BW   | 2244/419-0 | Wildbirnbaum | (53° 43′ 11,6″ N, 13° 2′ 20,8″ O) | [ 58 ]       |             |            |
| BW   | 2244/424-0 | Winterlinde  | (53° 43′ 11,3″ N, 13° 3′ 18″ O)   | [ 59 ]       |             |            |
| BW   | 2244/414-0 | Winterlinde  | (53° 43′ 11,3″ N, 13° 3′ 18,7″ O) | [ 60 ]       |             |            |
| BW   | 2244/416-0 | Kastanie     | (53° 42′ 56,5″ N, 13° 3′ 23,4″ O) | [ 61 ]       |             |            |
| BW   | 2244/428-0 | Linde        | (53° 42′ 56,5″ N, 13° 3′ 24,5″ O) | [ 62 ]       |             |            |
| BW   | 2244/426-0 | Apfelbaum    | (53° 43′ 4,4″ N, 13° 3′ 37,1″ O)  | [ 63 ]       |             |            |

## Pripsleben
| Bild | Nr.        | Bezeichnung | Standort                        | Beschreibung | Schutzzweck | Verordnung |
| ---- | ---------- | ----------- | ------------------------------- | ------------ | ----------- | ---------- |
| BW   | 2244/412-0 | Stieleiche  | (53° 42′ 32″ N, 13° 9′ 38,9″ O) | [ 64 ]       |             |            |

## Röckwitz
| Bild | Nr.        | Bezeichnung | Standort                          | Beschreibung | Schutzzweck | Verordnung |
| ---- | ---------- | ----------- | --------------------------------- | ------------ | ----------- | ---------- |
| BW   | 2244/410-0 | Kastanie    | (53° 42′ 33,8″ N, 13° 6′ 19,8″ O) | [ 65 ]       |             |            |

## Siedenbollentin
| Bild | Nr.        | Bezeichnung | Standort                           | Beschreibung | Schutzzweck | Verordnung |
| ---- | ---------- | ----------- | ---------------------------------- | ------------ | ----------- | ---------- |
| BW   | 2246/402-0 | Kastanie    | (53° 44′ 1″ N, 13° 22′ 38,6″ O)    | [ 66 ]       |             |            |
| BW   | 2246/404-0 | Hängeeiche  | (53° 43′ 59,2″ N, 13° 22′ 39″ O)   | [ 67 ]       |             |            |
| BW   | 2246/403-0 | Stieleiche  | (53° 43′ 59,2″ N, 13° 22′ 37,6″ O) | [ 68 ]       |             |            |

## Tützpatz
| Bild | Nr.        | Bezeichnung | Standort                          | Beschreibung | Schutzzweck | Verordnung |
| ---- | ---------- | ----------- | --------------------------------- | ------------ | ----------- | ---------- |
| BW   | 2244/420-0 | Stieleiche  | (53° 43′ 24,2″ N, 13° 7′ 6,6″ O)  | [ 69 ]       |             |            |
| BW   | 2244/423-0 | Stieleiche  | (53° 43′ 26,8″ N, 13° 7′ 29,3″ O) | [ 70 ]       |             |            |
| BW   | 2244/417-0 | Stieleiche  | (53° 42′ 58,7″ N, 13° 8′ 12,1″ O) | [ 71 ]       |             |            |
| BW   | 2244/407-0 | Stieleiche  | (53° 42′ 49″ N, 13° 8′ 20,4″ O)   | [ 72 ]       |             |            |
| BW   | 2244/411-0 | Stieleiche  | (53° 42′ 50,4″ N, 13° 8′ 25,8″ O) | [ 73 ]       |             |            |
| BW   | 2344/421-0 | Stieleiche  | (53° 41′ 3,5″ N, 13° 8′ 12,8″ O)  | [ 74 ]       |             |            |
| BW   | 2245/421-0 | Stieleiche  | (53° 42′ 34,9″ N, 13° 10′ 3,4″ O) | [ 75 ]       |             |            |

## Werder
| Bild | Nr.        | Bezeichnung | Standort                         | Beschreibung | Schutzzweck | Verordnung |
| ---- | ---------- | ----------- | -------------------------------- | ------------ | ----------- | ---------- |
| BW   | 2246/405-0 | Stieleiche  | (53° 42′ 56,9″ N, 13° 21′ 23″ O) | [ 76 ]       |             |            |

## Wildberg
Hier sind keine Naturdenkmale bekannt.

## Wolde
Hier sind keine Naturdenkmale bekannt.